# Gualtiero Tumiati
Gualtiero Tumiati (Ferrara, 8 maggio 1876 – Roma, 23 aprile 1971) è stato un attore e regista teatrale italiano.

## Biografia
Nato a Ferrara, figlio di Gaetano, un noto avvocato, e di Eda Ferraresi, figlia di un noto medico. Si laureò in giurisprudenza ed esercitò brevemente la professione presso lo studio legale paterno. 
Era fratello dello scrittore Corrado Tumiati, del professore universitario e giurista Leopoldo Tumiati e del drammaturgo Domenico Tumiati (1874-1943). 
Era zio del giornalista e scrittore Gaetano Tumiati e del giovane Francesco Tumiati eroe dell'antifascismo ferrarese.

### L'attore
Il suo debutto  da attore generico avvenne attorno ai trent'anni, tuttavia, le sue doti interpretative lo fecero ben presto notare.
Del 1910 è il successo nel Cyrano de Bergerac. Allo scoppio della prima guerra mondiale, Tumiati si dedicò a spettacoli per intrattenere le truppe. Con il 1920 iniziò il periodo dei grandi lavori teatrali: tra gli altri, La dodicesima notte di William Shakespeare e Liliom di Ferenc Molnár. Nel 1924, grazie all'appoggio della moglie Beryl Hight, pittrice e scenografa, fondò a Milano la "Sala Azzurra", uno dei primi teatri d'avanguardia. Nel 1936, Silvio D'Amico lo chiamò a far parte del corpo docente dell'Accademia nazionale d'arte drammatica; tuttavia, Tumiati se ne distaccò l'anno seguente.
Nel 1940 diresse l'Accademia dei filodrammatici di Milano: suoi allievi furono Giorgio Strehler e Paolo Grassi. Risale al 1951 l'unione con Annibale Ninchi. Il 1958 è l'anno del ritiro dalle scene, salvo poi ritornarvi ancora una volta ben undici anni dopo, per interpretare l'indovino Tiresia, cieco come ormai era anche lui, nell'Edipo re di Sofocle, diretto da Giorgio De Lullo al Teatro alla Scala.
Ha interpretato inoltre numerosi film di successo, tra i quali Malombra (1942), Eugenia Grandet (1947), La figlia del capitano (1947), Il Cristo proibito (1951), Il mercante di Venezia (1953), Ulisse (1954) e Guerra e pace (1956).
Trascorse gli ultimi dieci anni di vita in cecità, assistito dalla moglie Beryl Hight, che morì il 6 novembre del 1970, cinque mesi prima di lui, che morì il 23 aprile 1971. È sepolto al cimitero Flaminio di Roma.

## Prosa teatrale
- La rappresentazione di Santa Uliva di Anonimo Fiorentino del XIV secolo, regia di Gualtiero Tumiati e Beryl Hight Tumiati, prima al cortile della Sapienza di Roma il 31 agosto 1944.
- Romeo e Giulietta di William Shakespeare, regia di Renato Simoni, prima al Teatro romano di Verona il 26 luglio 1947.

## Filmografia

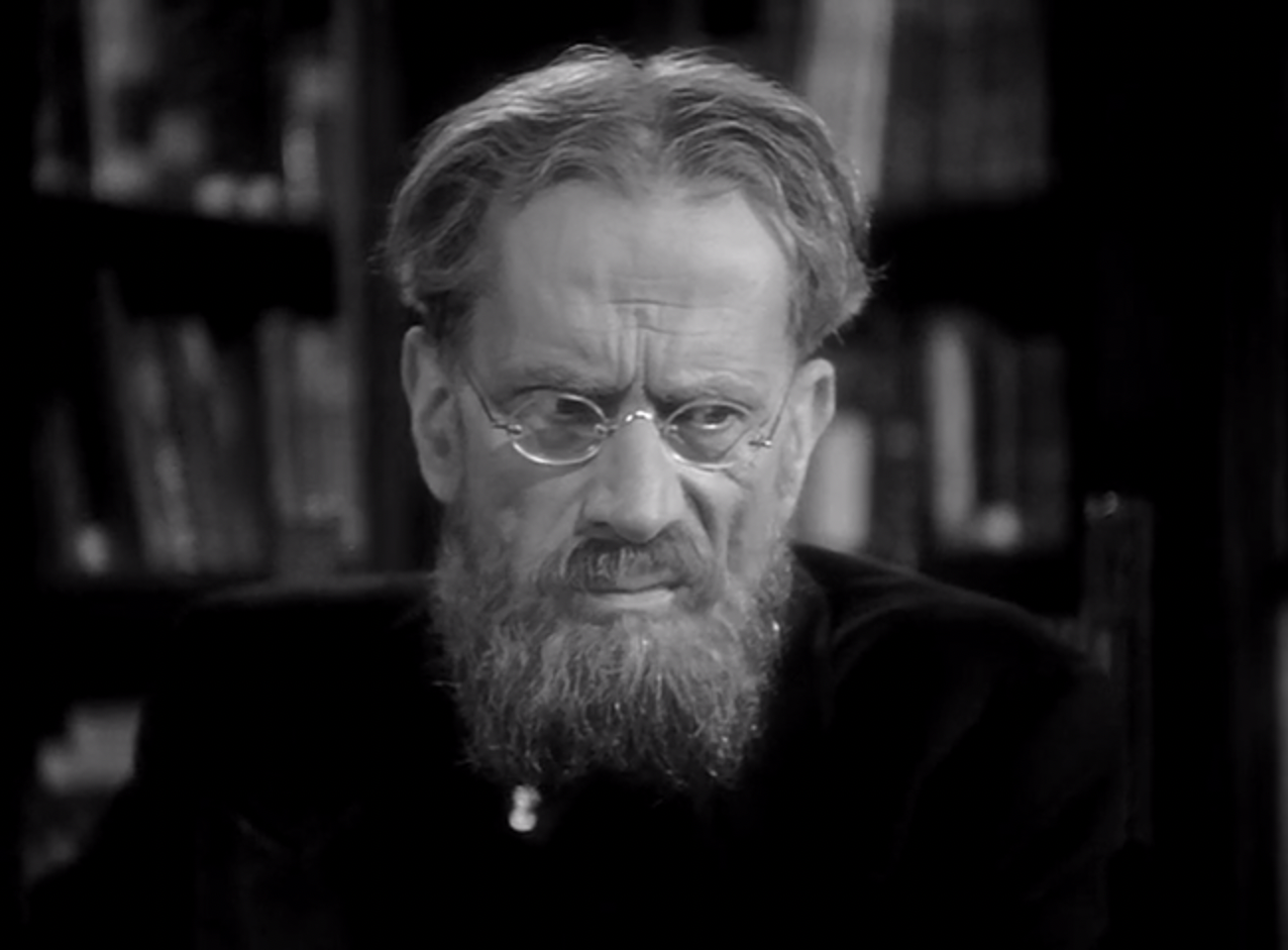
Tumiati in Malombra (1942)

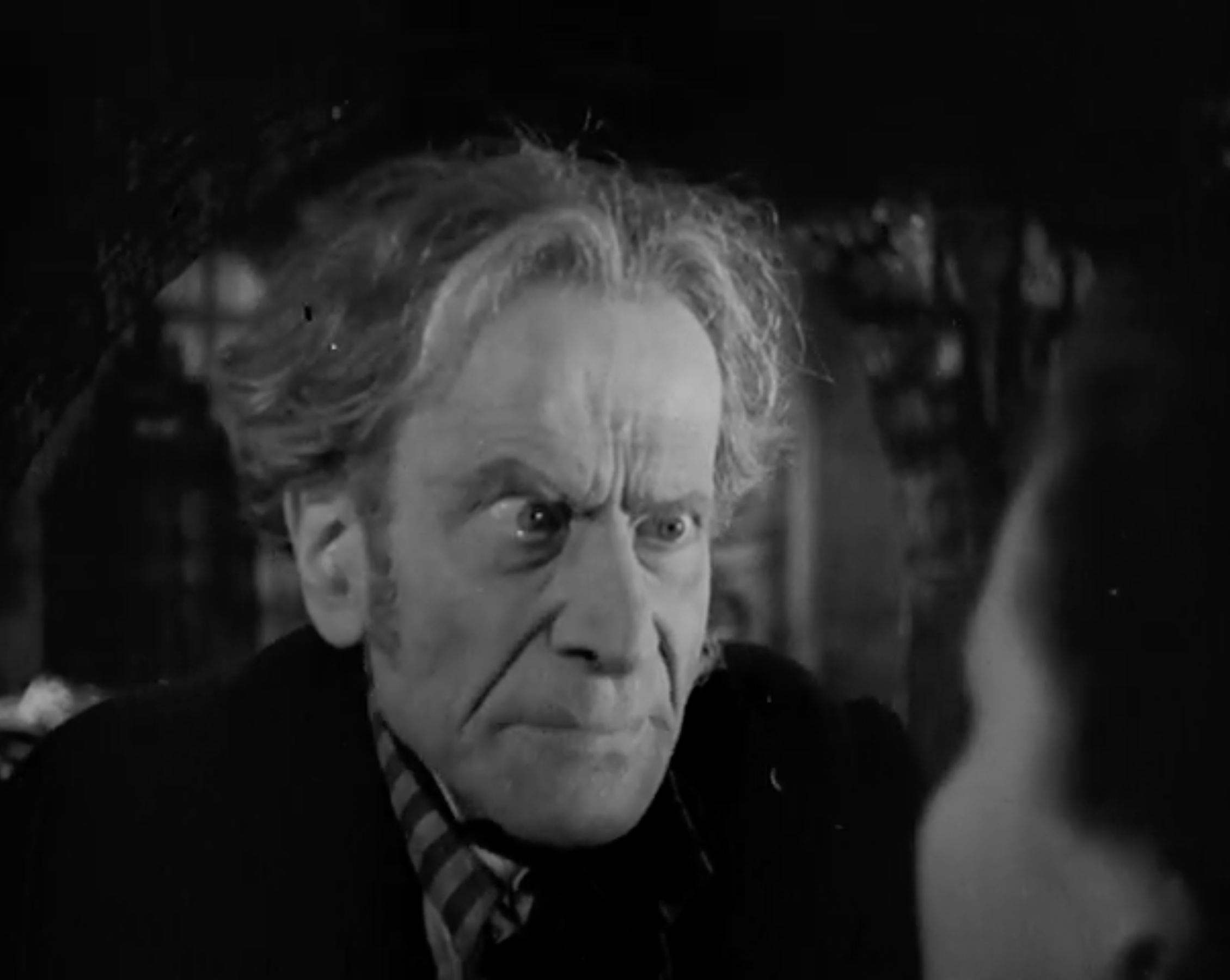
Tumiati in Eugenia Grandet (1947)

- Casta Diva, regia di Carmine Gallone (1935)
- Malombra, regia di Mario Soldati (1942)
- Piazza San Sepolcro, regia di Giovacchino Forzano (1943)
- La vita è bella, regia di Carlo Ludovico Bragaglia (1943)
- Vivere ancora, regia di Nino Giannini e Leo Longanesi (1944)
- L'adultera, regia di Duilio Coletti (1945)
- Le vie del peccato, regia di Giorgio Pàstina (1946)
- Amanti in fuga, regia di Giacomo Gentilomo (1946)
- Il Passatore, regia di Duilio Coletti (1946)
- Tempesta d'anime, regia di Giacomo Gentilomo (1946)
- Daniele Cortis, regia di Mario Soldati (1947)
- Eugenia Grandet, regia di Mario Soldati (1947)
- La figlia del capitano, regia di Mario Camerini (1947)
- La leggenda di Faust, regia di Carmine Gallone (1948)
- L'uomo dal guanto grigio, regia di Camillo Mastrocinque (1948)
- Cuori sul mare, regia di Giorgio Bianchi (1949)
- Il Cristo proibito, regia di Curzio Malaparte (1950)
- L'edera, regia di Augusto Genina (1950)
- Il ladro di Venezia, regia di John Brahm (1950)
- Le avventure di Mandrin, regia di Mario Soldati (1951)
- I figli di nessuno, regia di Raffaello Matarazzo (1951)
- Il sogno di Zorro, regia di Mario Soldati (1952)
- Menzogna, regia di Ubaldo Maria Del Colle (1952)
- Il tenente Giorgio, regia di Raffaello Matarazzo (1952)
- I tre corsari, regia di Mario Soldati (1952)
- Processo alla città, regia di Luigi Zampa (1952)
- Noi peccatori, regia di Guido Brignone (1952)
- Don Camillo, regia di Julien Duvivier (1952)
- Chi è senza peccato..., regia di Raffaello Matarazzo (1952)
- Il mercante di Venezia, regia di Pierre Billon (1952)
- La nave delle donne maledette, regia di Raffaello Matarazzo (1953)
- Rigoletto e la sua tragedia, regia di Flavio Calzavara (1954)
- Ulisse, regia di Mario Camerini (1954)
- Il conte di Montecristo, regia di Robert Vernay (1954)
- Guai ai vinti, regia di Raffaello Matarazzo (1954)
- Guerra e pace, regia di King Vidor (1956)
- Giacobbe, l'uomo che lottò con Dio, regia di Marcello Baldi (1963)

## Prosa radiofonica EIAR
- Glauco, dramma di Ercole Luigi Morselli, regia di Alberto Casella, trasmesso il 30 aprile 1937.
- Il bugiardo, commedia di Carlo Goldoni, regia di Renato Simoni, trasmessa il 25 luglio 1937.
- Il centenario, commedia di S. J. Alvarez Quintero, regia di Alberto Casella, trasmessa il 5 gennaio 1939.
- Anime in fondo al mare di Carlo Manzini, regia Alberto Casella, trasmesso il 20 novembre 1939.

## Doppiatori
- Aldo Silvani in Il Passatore, La figlia del capitano, Il Cristo proibito, I figli di nessuno, Don Camillo
- Mario Besesti in Menzogna, Il tenente Giorgio, I tre corsari, Noi peccatori, La nave delle donne maledette